# 北海道知事公館

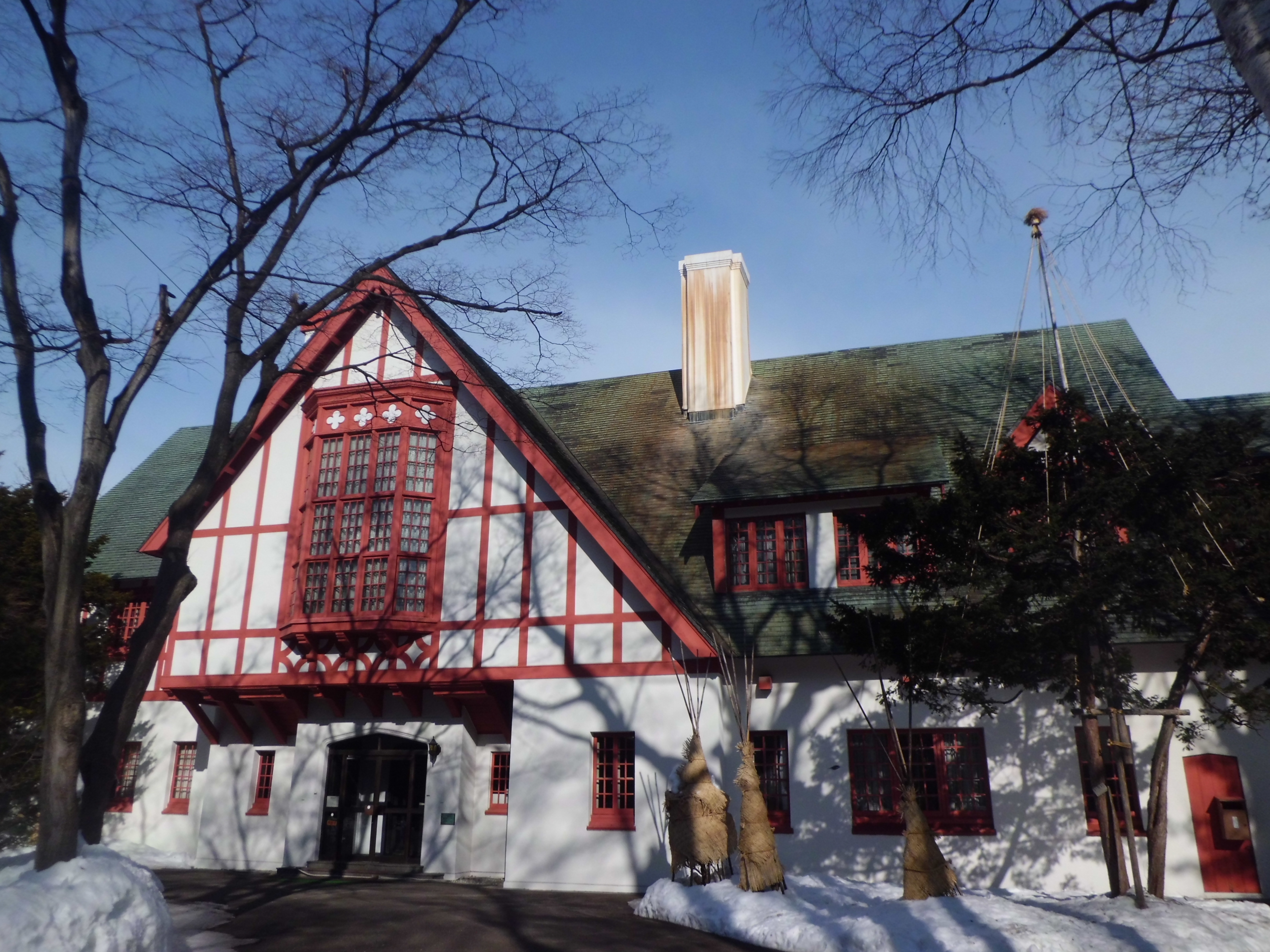

北海道知事公館（日语：ほっかいどうちじこうかん）是一座位於北海道札幌市中央區北1条西16丁目的建築，曾是北海道知事的宿舎。建築物本身是登录有形文化财。北海道知事公館始建於1875年。現在館內的庭園對外開放。